# Carl van der Plas

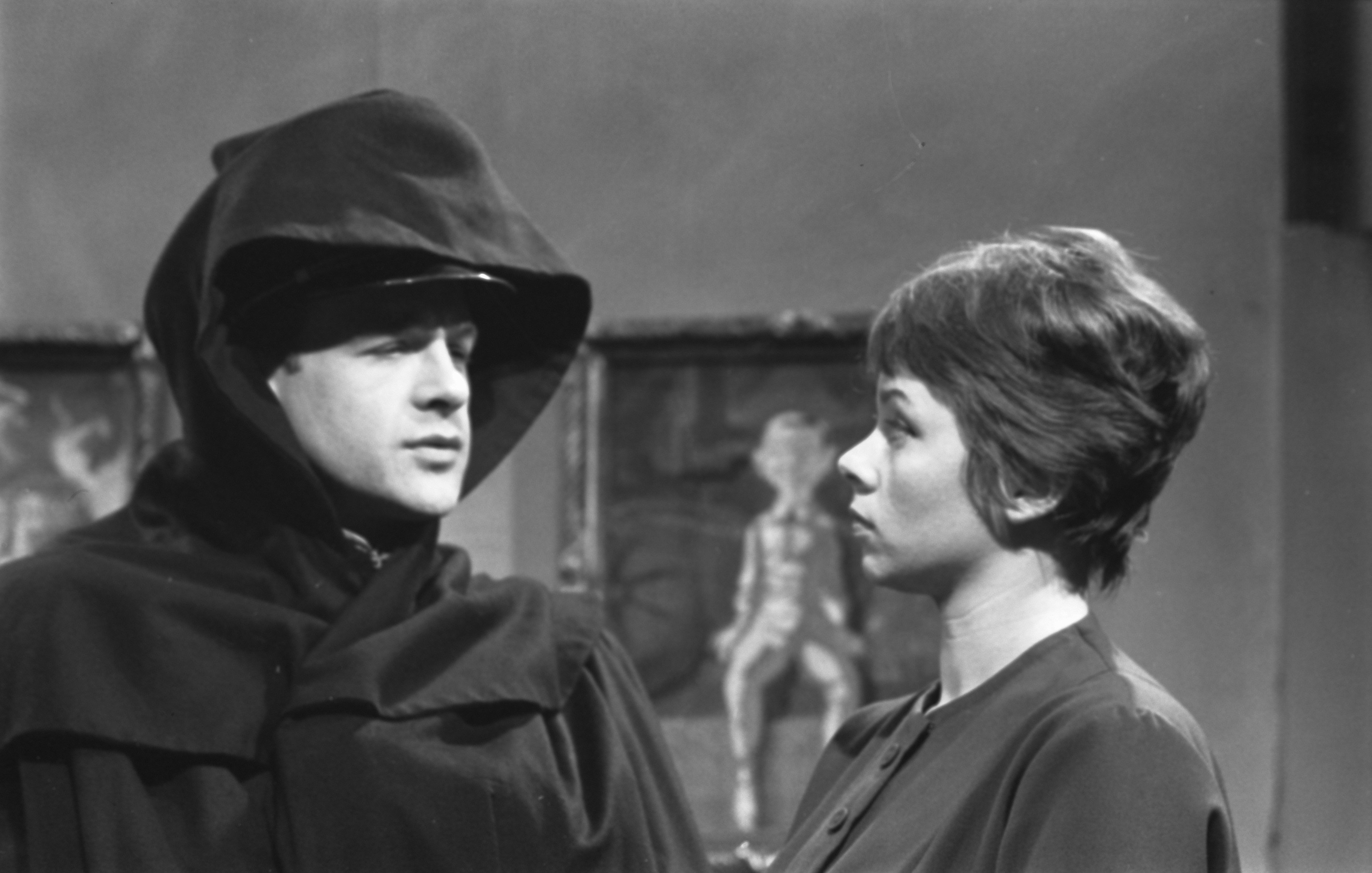
Carl van der Plas (links) en Camille de Vries (rechts) in Politie (1961)

Carl van der Plas (Schiedam, 23 november 1930 - Den Haag, 22 juli 2023) was een Nederlands toneelacteur, toneelregisseur en artistiek leider.
Hij was zoon van  Johanna Hendrika Langschmidt en Willem van der Plas . Hijzelf was sinds 1952 getrouwd met toneelactrice Anne-Marie Heyligers.
Zijn middelbare schoolopleiding bestond uit de Hogereburgerschool in Den Haag. Na zijn dienstplicht begon aan zijn beroepsopleiding.
Die bestond uit een opleiding aan de Toneelschool aan de Amsterdamse Marnixstraat 150. Direct na zijn examen in  1952 kon hij aan de slag bij de Haagsche Comedie, waar hij onder regisseur Cees Laseur een beginnersrol had in ’t Is maar betrekkelijk. Het volgende decennium zag een omslag van acteren naar regisseren; het waren de tijden van vernieuwingen aan het toneel. Samen met anderen richtte hij HOT op. In de jaren zeventig gaf hij leiding aan de Haagse Comedie. Hij gaf toen onder meer leiding aan Paul Steenbergen, Guido de Moor en Gijs Scholten van Aschat . Na een periode van stilte werkte hij tussen 1988 en 1992 bij het Nationale Toneel. Hij zou daarna nog leiding geven aan uitvoeringen van de Hoofdstad Operette. 
Hij was niet alleen actief bij en om het toneel. Hij verrichtte bestuurs- en adviesfuncties (Raad voor de Kunst en Pensioenfonds voor het Nederlands Toneel), maar gaf ook les. 
Alhoewel hij af en toe ook de zien was in filmrollen (Max Havelaar en De stilte rond Christine M.), bleef zijn meeste tijd in het toneel gaan.